# Joseph Bonjean
Joseph Bonjean ( 1780 - 1846 ) fue un botánico francés.

## Algunas publicaciones

### Libros
- 1846. Monographie de la pomme de terre: envisagée dans ses rapports agricoles, scientifiques et industriels et comprenant l'histoire général de la maladie des pommes de terre en 1845 (Monografía de la papa: considerado en sus informes agrícola, incluida la ciencia, la industria y la historia general de la enfermedad de la papa en 1845.). Ed. Bailliere. 338 pp.leer
- 1846. Traité ... de l'ergot de seigle (Tratado ... del cornezuelo de centeno). Vol. 12 de Mémoires de la Société Royale Académique de Savoie

- La abreviatura «Bonjean» se emplea para indicar a Joseph Bonjean como autoridad en la descripción y clasificación científica de los vegetales.[1]